# Мензель-Джеміль
Мензель-Джеміль (араб. منزل جميل) — місто в Тунісі. Входить до складу вілаєту Бізерта. Станом на 2004 рік тут проживало 18 344 особи.